# Transports Aériens Intercontinentaux
Transports Aériens Intercontinentaux, o più semplicemente TAI, è stata una compagnia aerea francese privata con sede all'aeroporto di Orly, Parigi. Il 1º ottobre 1963 si fuse con UAT-Union Aéromaritime de Transport per formare la UTA French Airlines.

## Storia e attività

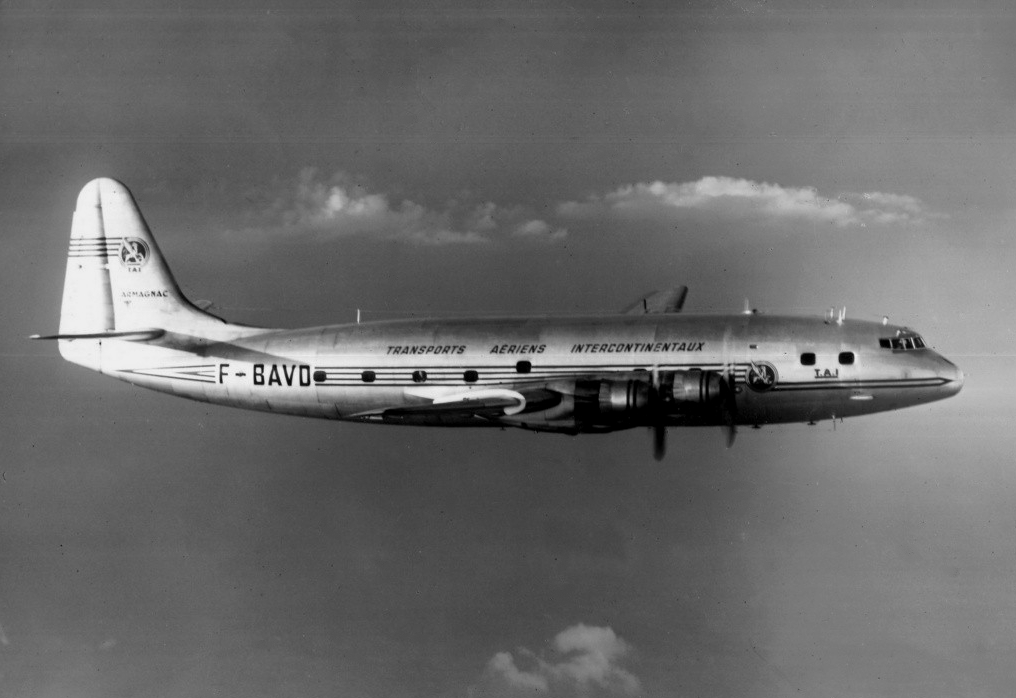
Il SE.2010 "Armagnac" F-BAVD in volo negli anni '50.

La società fu fondata il 3 giugno 1946 ed iniziò a volare il 1° luglio con una modesta flotta di tre Junkers Ju.52 di epoca bellica trasportando frutta e verdura fresca dall'Africa a Parigi e poi alla Gran Bretagna. Poi entrò in servizio un Bristol B-170, ampiamente utilizzato anche per il rimpatrio di cittadini francesi dall'estero. I collegamenti di linea verso Africa e Indocina furono aggiunti due anni dopo, resi possibili dall'acquisto di Douglas DC 4.
All'inizio degli anni '50 le rotte collegavano Parigi con Tunisi - Damasco - Karachi - Bangkok - Saigon - Hanoi, Parigi - Algeri - Fort Lamy - Douala - Brazzaville - Tananarive (attuale Antananarivo), Parigi - Casablanca - Bamako - Abidjan e Parigi - Casablanca - Bamako - Dakar.
Nel 1955 l'azienda firmava un protocollo d'intesa con Air France e UAT per evitare dannose duplicazioni e concentrarsi sulle destinazioni verso l'Asia sudorientale e l'Australasia. Nella flotta furono aggiunti altri quadrimotori: Douglas DC 6 e il poco attraente SNCASE SE.2010 "Armagnac". Nelle aree più periferiche furono create o partecipate piccole aerolinee locali quali Air Hebrides e R.A.I./Air Polynesie.
Nel 1957 le rotte collegarono Saigon verso Darwin, Brisbane, Noumea e Auckland. nel 1958 l'aerolinea collegò anche Bora Bora nelle Isole della Società. Fino all'apertura dell'aeroporto di Papeete a Tahiti nel 1960, l'isola era la base di armamento degli idrovolanti Short Solent della TAI. Poi i DC 7C raggiunsero anche a Nandi e Noumea. La guida ufficiale OAG del febbraio 1959 elencava undici partenze a settimana dall'aeroporto di Parigi-Orly: sette DC-6B per l'Africa continentale, due per Tananarive, uno per Auckland e un DC-7C per Giacarta. 
Nel 1959 TAI inaugurò l'allora più lunga rotta del mondo: Tahiti-Honolulu-Los Angeles grazie anche ai Douglas DC 7C, da poco entrati in flotta. L'acquisto di Douglas DC 8 migliorò ulteriormente i servizi a lungo raggio ma fu anche la causa per l'avvicinamento a UAT, iniziato nella primavera 1960.
Secondo l'orario datato 1° aprile 1963, TAI volava con i Douglas DC-8 lungo una serie di rotte internazionali così organizzate: Parigi Orly - Atene - Teheran - Karachi - Rangoon - Phnom Penh - Giacarta; Parigi Orly - Atene - Beirut - Karachi - Bangkok - Saigon - Darwin - Sydney - Noumea; Parigi Orly - Marsiglia - Atene - Gibuti - Tananarive; Parigi Orly - Marsiglia - Bamako - Ouagadougou - Abidjan e Parigi Orly - Marsiglia - Niamey - Abidjan nonché Noumea - Nandi - Tahiti - Los Angeles e Tahiti - Honolulu. Lo stesso orario elencava anche il servizio di linea con Douglas DC-6B tra l'aeroporto di Parigi Orly, Marsiglia, Bamako, Ouagadougou e Abidjan, nonché il servizio regionale nel Pacifico operato con i Douglas DC-4 che collegavano Noumea con Auckland, Port Vila, Espiritu Santo, Isola di Wallis e Papeete.

## Incidenti
- 26 ottobre 1946 - L'Amiot AAC.1 F-BBYL andò distrutto mentre si trovava all'aeroporto di Marignane.[5]
- 6 gennaio 1947 - L'Amiot AAC.1 F-BBYK colpì il Mont Ventoux in Provenza in condizioni meteorologiche avverse mentre operava un volo cargo; tutti e tre i piloti sopravvissero, ma l'aereo fu radiato perché danneggiato irrimediabilmente.[6]
- 8 dicembre 1950 - Il Douglas C-54A F-BELB si schiantò su un'altura durante la salita dall'aeroporto di Bangui a causa di un errore dell'equipaggio, uccidendo 46 dei 56 occupanti a bordo; l'incidente rimane il peggiore della Repubblica Centrafricana.[7]
- 18 luglio 1951, il Douglas C-54A F-BDRI si schiantò mentre si stava alzando in volo dall'Aeroporto di Arivonimamo; non ci furono vittime, ma l'aereo venne radiato.[8]
- 20 febbraio 1956 - Il Douglas DC-6B F-BGOD si schiantò 18 miglia a sud-est dell'Aeroporto Internazionale del Cairo a causa di errori commessi dall'equipaggio (sebbene fosse possibile che l'affaticamento dei piloti possa aver giocato un ruolo), uccidendo 52 persone su 64 a bordo.[9]
- 24 settembre 1959, il volo TAI 307 (un Douglas DC-7C, F-BIAP) si schiantò durante la salita dall'aeroporto di Merignac a causa di un errore del pilota, uccidendo 54 persone su 65 a bordo (uno dei superstiti morì in ospedale per via delle ferite che gli furono fatali).